# Jan Augustowski

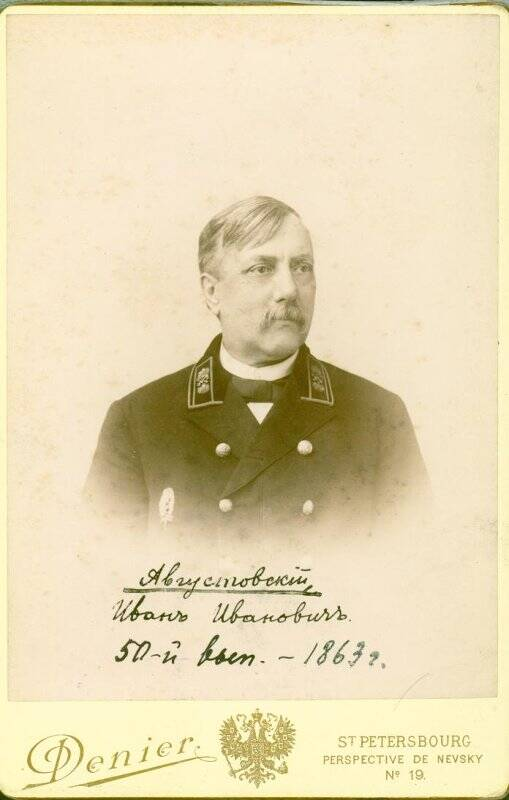
Jan Augustowski (ok. 1880)

Jan Agaton Heliodor Augustowski (ros. Августовский Иван Иванович; ur. 3 lipca 1840, zm. 14 marca 1897 w Petersburgu) – polski inżynier komunikacji, działający na terenie Imperium Rosyjskiego.

## Życiorys
Syn ziemianina Jana herbu Prus III, właściciela majątku w gub. suwalskiej i Wiktorii z Giedrojciów. Ukończył matematykę na Wydziale Fizyki i Matematyki Uniwersytetu w Petersburgu (1861). Następnie wstąpił do Instytutu Korpusu Inżynierów Komunikacji w Petersburgu, gdzie awansował do stopnia porucznika z powołaniem do służby w II Okręgu Komunikacyjnym.
W 1864 r. mianowany naczelnikiem odcinka i radcą. W 1871 po zdaniu egzaminów w Instytucie Korpusu Inżynierów Komunikacji w Petersburgu został mianowany inżynierem. Odtąd prowadził badania techniczne w Komisji Dozoru Technicznego Głównych Dróg i Dróg Wodnych w Ministerstwie Komunikacji. W 1873 roku został mianowany inspektorem prac nad udoskonaleniem Małej Newy, gdzie kierował pracami w obrębie nabrzeży celnych i wzdłuż pietrowskiego toru wodnego do morza. Od 1875 pracował W komisji powołanej do zbadania toru wodnego rzeki. Wołgi między Twerem a Rybinkiem, Jednocześnie od tego samego roku na polecenie ministra komunikacji uczestniczył w pracach  komisji badającej ciśnieniowy system odprowadzania ścieków w Petersburgu a także komisji opracowującej nikołajewski most zwodzony nad Newą. W tym samym 1875 roku odbył podróż służbową, aby sprawdzić prace nad połączeniem Dniepru z Wisłą oraz stan Kanału Augustowskiego. W 1876 jako członek komisji zatwierdził końcowy projekt techniczny poprawy żeglugi na tym szlaku. Od 1876 uczestniczył w pracach komisji mającej przygotować budowę stałego mostu przez Wołgę, jak i niezakłóconą żeglugę w trakcie i po budowie mostu. W listopadzie tego samego 1876 roku objął stanowisko przewodniczącego komisji, wysłanej do IX okręgu komunikacyjnego, mającej tym razem zdecydować co zrobić z kamieniem i materiałami wydobytymi podczas robót w latach 1874-1876 nad pogłębieniem toru wodnego rzeki Niemen. Przeprowadził również inspekcję prac usprawniających nawigację nad Morzem Białym, oraz prac nad infrastrukturą żeglugową na rzece Moskwa (1877). Od marca 1878 członek komisji zajmującej się zagospodarowaniem ujść rzek przy Ministerstwie Żeglugi.  Od czerwca do grudnia 1878 odbył podróż do Francji, Niemiec i Austrii, aby zapoznać się z zasadami żeglugi w Europie Zachodniej i najnowszymi osiągnięciami hydrotechnicznymi.
W 1879 został członkiem dwóch rad utworzonych przy ministerstwie: pierwsza miała za zadanie zweryfikować i rozwinąć założenia przedstawiane przez naczelników powiatów na temat zmiany szlaków komunikacyjnych, a druga działać na rzecz poprawy warunków życia pracowników systemu kanałów w Rosji. Jednocześnie prowadził prace w Niżnym Nowogrodzie przy tzw. molu syberyjskim i budowie portu na Jeziorze Meszerskim (1879-1884). W tym czasie został rzeczywistym radcą stanu (1882). Od 1882 zajmował się także poprawą żeglugi na Wołdze, przede wszystkim w zakresie budowy wałów wzdłuż rzeki. Kontrolował także prace regulacyjne prowadzone na Dźwinie oraz przy budowie portów w Rydze, Libawie i Rewlu (1883-1884). Następnie oddelegowany na Syberię uczestniczył w budowie drogi wodnej Ob- Jenisej. W latach 1885-1892 był naczelnikiem kazańskiego okręgu komunikacyjnego - na którego terenie w tym czasie przeprowadzono wiele poważnych prac regulacyjnych głównie Wołgi. W 1892 oddelegowany do Ministerstwa Komunikacji w Petersburgu, a w 1895 po otrzymaniu tytułu tajnego radcy przeszedł na emeryturę.
Pochowany w sektorze 21 na Smoleńskim Cmentarzu Ewangelicko-Augsburskim w Petersburgu. Nagrobek jest dwujęzyczny: polski i rosyjski.

### Odznaczony
Kawaler perskiego Orderu Lwa i Słońca (1883)